# فولر (دهانه)
فولر یک دهانه برخوردی در ماه است.

## دهانه‌های اقماری
این دهانه ۵ دهانه اقماری دارد.
| Fowler | عرض جغرافیایی | طول جغرافیایی | قطر          |
| ------ | ------------- | ------------- | ------------ |
| A      | ۴۶٫۳° N       | ۱۴۵٫۰° W      | ۵۲٫۰ کیلومتر |
| C      | ۴۵٫۰° N       | ۱۴۱٫۹° W      | ۳۲٫۰ کیلومتر |
| R      | ۴۲٫۲° N       | ۱۵۰٫۱° W      | ۱۸٫۰ کیلومتر |
| W      | ۴۶٫۰° N       | ۱۵۰٫۲° W      | ۳۱٫۰ کیلومتر |
| N      | ۴۰٫۱° N       | ۱۴۶٫۱° W      | ۳۹٫۰ کیلومتر |